# Incidente di Sütçü İmam
L'incidente di Sütçü İmam (in turco Sütçü İmam olayı) noto anche come incidente di Uzun Oluk (Uzun Oluk olayı è un termine usato nella moderna storiografia turca per riferirsi alla prima presunta azione armata contro le forze di occupazione francesi a Marash, l'odierna città di Kahramanmaraş, in Turchia) il 31 ottobre 1919. Come tale, l'evento è considerato tra gli storici turchi come l'inizio della battaglia di Marash.

## Sfondo
Dopo la firma dell'armistizio di Mudros, Marash, Aintab e Adana (Çukurova) passarono sotto l'occupazione delle forze britanniche. Nell'autunno del 1919, gli inglesi cedettero il controllo di queste regioni ai francesi, che in ottobre entrarono a Marash. La forza di occupazione francese era costituita principalmente da truppe delle forze coloniali francesi e della legione armena francese. La legione armena, composta da 2000 ausiliari armati, entrò in città il giorno dopo, il 30 ottobre.

## Incidente

### Visione turca degli eventi
Secondo la versione rinvenuta nelle fonti turche, la notte del 31 ottobre, tre donne musulmane che stavano uscendo da un bagno pubblico (hamam) in via Uzunoluk furono avvicinate, vessate e molestate da un legionario armeno. Il soldato tentò di strappare alle donne il veloaffermando: "Questa non è più la terra dei turchi, non si può andare in giro con il velo in territorio francese". Le donne iniziarono a urlare e a chiedere aiuto. Un vicino, Çakmakcı Sait, che corse via senza portare un'arma fu poi colpito e ucciso dai legionari armeni. Poco dopo, un individuo di nome Sütçü İmam (letteralmente, lattaio Imam) aprì il fuoco sugli armeni, uccidendo o ferendo (a seconda della versione) uno o più soldati.
Dopo l'incidente, Sütçü İmam fuggì e si rifugiò in un villaggio vicino. Le truppe della Legione armena francese che arrivarono, avrebbero aperto il fuoco per rappresaglia contro i civili presenti sul posto e uccisero anche un certo Hüseyin, figlio di Zülfikar Çavuş. I soldati francesi arrestarono il cugino di Sütçü İmam, Kadir, e gli legarono mani e piedi da dietro sottoponendolo a torture e mutilazioni, tagliandogli il naso e le orecchie. Morì soffocato durante la detenzione.
La tensione scatenata da questi incidenti aumentò gradualmente e portò alla rivolta armata contro l'esercito francese nel febbraio 1920 (battaglia di Marash).

### Versione confliggente
Un resoconto molto meno drammatico dell'evento è presentato da un operatore umanitario americano che all'epoca lavorava a Marash, Stanley E. Kerr. secondo un armeno intervistato anni dopo per il suo libro (che non conosceva la versione turca), un rakiji armeno (ovvero una persona che prepara la popolare bevanda alcolica rakı) stava servendo la sua bevanda a diversi legionari armeni quando uno di loro, che era ubriaco dopo aver bevuto una tazza di troppo, si avvicinò a una donna musulmana che usciva dal bagno e le tolse il velo. Ne seguì un alterco e uno sconosciuto aggressore sparò e uccise uno dei legionari, ma per inciso non quello che causò la molestia.

## Memoria
In memoria di questo incidente, l'Università di Kahramanmaraş Sütçü İmam ha preso il nome da Sütçü İmam nel 1992. Il politico turco Necmettin Erbakan tendeva a fare riferimento al ruolo dei notabili islamici durante la guerra d'indipendenza turca - come Sütçü İmam e Rıdvan Hoca.